# グーフィーのライオン狩り
『グーフィーのライオン狩り』（グーフィーのライオンがり、原題：Father's Lion）は、ウォルト・ディズニー・プロダクション（現：ウォルト・ディズニー・カンパニー）が製作した1952年1月4日公開のアニメーション短編映画作品。グーフィーの短編映画シリーズの36作目である。

## あらすじ
冒険家で腕利きのハンターだと信じて疑わないジュニアの期待に応えるべく、グーフィーは2人でライオン（正確にはライオンではなく、アメリカに住むネコ科のピューマのことを指す）狩りに出かける。

## スタッフ
- 製作：ウォルト・ディズニー、ロイ・O・ディズニー
- 監督：ジャック・キニー
- 作画：ジョン・シブレー、エド・アーダル、ジョージ・ニコラス
- 脚本：ディック・キニー、ミルト・シェーファー
- 背景：ラルフ・ハレット
- 音楽：ジョセフ・S・デュビン

## キャスト
| キャラクター | 原語版             | 旧吹き替え版 | 新吹き替え版 |
| ------------ | ------------------ | ------------ | ------------ |
| グーフィー   | ピント・コルヴィグ | 小山武宏     | 島香裕       |
| ジュニア     |                    |              |              |
| ナレーション |                    | 江原正士     | 大平透       |

## 映像ソフト化
- 『夢と魔法の宝石箱　ホリディ・グーフィー』（VHS、DHVジャパン、新吹き替え版）
- 「ゆかいな仲間たちグーフィーのサッカー大好き」